# Denyse Tontz
Denyse Tontz (* 17. September 1994 in San Diego, Kalifornien) ist eine US-amerikanische Schauspielerin, Sängerin und Tänzerin. Sie wurde durch Mitwirkungen in Serien wie Big Time Rush, All My Children und Hund mit Blog bekannt.

## Leben
Tontz wuchs als älteste von drei Geschwistern im US-Bundesstaat Kalifornien auf. Sie hat eine jüngere Schwester und einen jüngeren Bruder. Vor ihrer Karriere als Schauspielerin war sie Model für Bekleidung für Kinder und Jugendliche.
2006 machte sie ihre erste Erfahrung mit dem Schauspiel in einer Episode der Serie E-Ring – Military Minds. Es folgte eine Besetzung im Fernsehfilm Ein verhexter Sommertag 2007. Von 2009 bis 2013 hatte sie die Rolle als Jennifer in Big Time Rush inne. 2011 hatte sie eine Besetzung in einer Episode der Serie The Nine Lives of Chloe King. Dank ihrer Kenntnisse im Tanzen durfte sie in einer Folge von Shake It Up – Tanzen ist alles mitwirken.
2012 erschien ihre erste Single Better Than Nothing zu dieser es auch ein Musikvideo gibt. Es folgten die Lieder Use It, Mr. Hipster, Why und Go. Sie steht beim Label GoldVE Entertainment unter Vertrag.
Von 2012 bis 2013 war sie in der Serie Pair of Kings – Die Königsbrüder zu sehen. Zwischen 2012 und 2014 gehörte sie dem Ensemble von Hund mit Blog an. Im Jahr 2013 stand sie für All My Children vor der Kamera. 2014 war sie in je einer Episode der Fernsehserien Workaholics, Dallas, Melissa & Joey, Bones – Die Knochenjägerin und The Exes zu sehen. 2015 wirkte Tontz im Fernsehfilm Die Jupiter Apokalypse – Flucht in die Zukunft mit, 2019 folgte eine Rolle im Fernsehfilm Less Than Zero.

## Filmografie (Auswahl)
- 2006: E-Ring – Military Minds (E-Ring, Fernsehserie, Episode 1x18)
- 2007: Ein verhexter Sommertag (The Last Day of Summer, Fernsehfilm)
- 2008: Dog Gone
- 2009: The Perfect Sleep
- 2009–2013: Big Time Rush (Fernsehserie, 22 Episoden)
- 2011: The Nine Lives of Chloe King (Fernsehserie, Episode 1x09)
- 2011: I Hate My Teenage Daughter (Fernsehserie, Episode 1x01)
- 2012: Shake It Up – Tanzen ist alles (Shake It Up, Fernsehserie, Episode 2x17)
- 2012–2013: Pair of Kings – Die Königsbrüder (Pair of Kings, Fernsehserie, 3 Episoden)
- 2012–2014: Hund mit Blog (dog with a blog, Fernsehserie, 7 Episoden)
- 2013: All My Children (Seifenoper, 43 Episoden)
- 2014: Workaholics (Fernsehserie, Episode 4x08)
- 2014: Dallas (Fernsehserie, Episode 3x04)
- 2014: Melissa & Joey (Fernsehserie, Episode 3x31)
- 2014: Bones – Die Knochenjägerin (Bones, Fernsehserie, Episode 10x04)
- 2014: The Exes (Fernsehserie, Episode 4x02)
- 2015: Die Jupiter Apokalypse – Flucht in die Zukunft (Earthfall, Fernsehfilm)
- 2016–2017: Incorporated (Fernsehserie, 8 Episoden)
- 2016–2017: The Fosters (Fernsehserie, 21 Episoden)
- 2019: Grand Hotel (Fernsehserie, 13 Episoden)
- 2019: Less Than Zero (Fernsehfilm)

## Diskografie
- 2012: Better Than Nothing (feat. Thomas Hrvatin)
- 2014: Use It
- 2014: Mr. Hipster
- 2015: Why
- 2015: Go